# Championnats du monde juniors de ski alpin 1983
Navigation
Édition précédente Édition suivante
Les Championnats du monde juniors de ski alpin 1983 sont la deuxième édition des Championnats du monde juniors de ski alpin. Ils se déroulent du 3 au 5 février 1983 à Sestrières dans le Piémont. L'édition comporte huit épreuves : descente, slalom géant, slalom et combiné dans les catégories féminine et masculine. À l'image de ce qui se fait à l'époque en Coupe du monde (et même en ski acrobatique) le combiné n'est pas une épreuve à part mais la somme des résultats des trois autres épreuves et récompense les skieurs les plus polyvalents.
Avec quatre médailles (toute gagnées par l'équipe féminine) sur vingt-quatre dont trois titres, l'Allemagne de l'Ouest termine en tête du classement des nations devant la France et la Suède, ex æquo avec une médaille d'or et deux médailles d'argent. Côté performances individuelles, l'Allemande Michaela Gerg se distingue en remportant deux titres en géant et combiné et une médaille d'argent en descente.

## Tableau des médailles
| Rang  | Nation               | Or | Argent | Bronze | Total |
| ----- | -------------------- | -- | ------ | ------ | ----- |
| 1     | Allemagne de l'Ouest | 3  | 1      | 0      | 4     |
| 2     | France               | 1  | 2      | 0      | 3     |
| 2     | Suède                | 1  | 2      | 0      | 3     |
| 4     | Yougoslavie          | 1  | 0      | 2      | 3     |
| 5     | Union soviétique     | 1  | 0      | 1      | 2     |
| 6     | Italie               | 1  | 0      | 0      | 1     |
| 7     | Autriche             | 0  | 2      | 3      | 5     |
| 8     | Tchécoslovaquie      | 0  | 1      | 0      | 1     |
| 9     | Suisse               | 0  | 0      | 2      | 2     |
| Total | Total                | 8  | 8      | 8      | 24    |

## Podiums

### Hommes
| Épreuves                    | Or                               | Argent                     | Bronze                           |
| --------------------------- | -------------------------------- | -------------------------- | -------------------------------- |
| Descente 3 février 1983     | Luc Alphand France               | Günther Schwaiger Autriche | Siegfried Stürzenbecher Autriche |
| Slalom 4 février 1983       | Rok Petrovič Yougoslavie         | Magnus Berg Suède          | Leonid Melnikov Union soviétique |
| Slalom géant 5 février 1983 | Johan Wallner Suède              | Magnus Berg Suède          | Rok Petrovič Yougoslavie         |
| Combiné, 5 février 1983     | Leonid Melnikov Union soviétique | Luc Alphand France         | Tomaž Čižman Yougoslavie         |

### Femmes
| Épreuves                    | Or                                 | Argent                                  | Bronze                       |
| --------------------------- | ---------------------------------- | --------------------------------------- | ---------------------------- |
| Descente 3 février 1983     | Marina Kiehl Allemagne de l'Ouest  | Michaela Gerg Allemagne de l'Ouest      | Katharina Gutensohn Autriche |
| Slalom géant 4 février 1983 | Michaela Gerg Allemagne de l'Ouest | Hélène Barbier France                   | Michela Figini Suisse        |
| Slalom 5 février 1983       | Fulvia Stevenin (it) Italie        | Alexandra Mařasová (en) Tchécoslovaquie | Ida Ladstätter Autriche      |
| Combiné, 5 février 1983     | Michaela Gerg Allemagne de l'Ouest | Katharina Gutensohn Autriche            | Michela Figini Suisse        |